# Zagajica
Zagajica (en serbe cyrillique : Загајица ; en hongrois : Fürjes) est un village de Serbie situé dans la province autonome de Voïvodine. Il fait partie de la municipalité de Vršac dans le district du Banat méridional. Au recensement de 2011, il comptait 492 habitants.
La colline de Zagajica (Zagajičko brdo), située à proximité, doit son nom au village.

## Démographie

### Évolution historique de la population
| 1948  | 1953  | 1961  | 1971  | 1981 | 1991 | 2002 | 2011 |
| ----- | ----- | ----- | ----- | ---- | ---- | ---- | ---- |
| 1 185 | 1 184 | 1 214 | 1 055 | 928  | 790  | 575  | 492  |

|  |